# ناحیه بن بادیس
ناحیه بن بادیس (به عربی: دائرة بن بادیس) ناحیه‌ای در الجزایر است که در استان سیدی بلعباس واقع شده‌است.